# Астеростигма
Астеростигма (лат. Asterostigma) — род многолетних травянистых клубневых растений семейства Ароидные (Araceae).
Местное название «жарарака» — гремучая змея, так как расцветка черешков астеростигмы напоминает окраску этой змеи.

## Ботаническое описание
Травы с периодом покоя.
Стебель оканчивается сжато-шаровидным клубнем.

### Листья
Лист единичный, вертикальный. Черешки гладкие, обычно покрытые пятнами, напоминая окраску кожи змеи. Влагалища короткие и обычно незаметные. Листовая пластинка в очертании от полусердцевидной до сердцевидной, пальчатораздельная. Жилки высокого порядка создают сетчатый узор.

### Соцветия и цветки
Соцветие в числе 1—4 (одно из них обычно отделяется листьями), появляется раньше или одновременно с листьями, вертикальное, вертикальное или изогнутое при образовании плодов. Цветоножка обычно длиннее половины длины черешка, иногда длиннее всего черешка. Покрывало вертикальное, в основании свёрнутое, без перетяжки или с небольшой перетяжкой посередине.
Початок полностью свободный или сросшийся до половины женской зоны с покрывалом; цветки от скученных до рыхлых; мужская зона без заметной стерильной зоны.
Цветки разнополые, околоцветник отсутствует. Мужские цветки от сидячих до сидящих на коротких цветоножках; синандрии из 3—4 тычинок; теки от полушаровидных до шаровидных, лопаются трансверсальным разрезом; связник от сглаженного до выпуклого. Пыльца эллипсоидная. Женские цветки окружены рядом из 4—8 стаминодиев, обычно сглаженных, от свободных до сросшихся; завязь от яйцевидной до сжато-шаровидной, 3—5-гнёздная, каждое гнездо с одной анатропоной семяпочкой; фуникул короткий; плацента от осевой до полубазальной; столбик часто заметный; рыльце заметное, 2—5-лопастное, обычно звездчатое или поперечное; лопасти от целых до рассечённых на вершине.

### Плоды
Соплодие с неопадающим покрывалом. Плоды — ягоды, от умеренномясистых до губчатых, 3—5-дольчатые, от белых до желтоватых, обычно с фиолетовыми крапинками.
Семена от эллипсоидных до продолговатых; эндосперм обильный.

## Распространение
Встречается от Бразилии до Северо-Восточной Аргентины.
Растёт в тропических и субтропических влажных лесах; геофит, растущий среди лесной подстилки.

## Практическое использование
Клубни астеростигмы местными жителями используются как противоядие от змеиных укусов.

## Виды
По информации базы данных The Plant List, род включает 8 видов:
- Asterostigma cryptostylum Bogner
- Asterostigma cubense (A.Rich.) K.Krause ex Bogner
- Asterostigma lividum (Lodd.) Engl.
- Asterostigma lombardii E.G.Gonç. — Астеростигма Ломбарди
- Asterostigma luschnathianum Schott — Астеростигма Лушната
- Asterostigma reticulatum E.G.Gonç.
- Asterostigma riedelianum (Schott) Kuntze
- Asterostigma tweedianum Schott